# Isabel Donato
Isabel Donato (Buenos Aires, 4 de mayo de 1942) es arquitecta, cofundadora y coordinadora del área Habitat Pro-Eco – San Miguel en Salsipuedes, Córdoba.

## Primeros años
Decidió estudiar arquitectura por impulso de su padre, quien era constructor. En 1967 egresó de la Universidad Nacional de Córdoba, Argentina. De joven descubre las lecciones subyacentes de los pueblos ancestrales que amalgaman material, clima, forma, resolución arquitectónica y organización espacial en una idea repetida y mejorada hasta la perfección, como es el iglú de los esquimales o las cúpulas de barro de las aldeas africanas, los techos tejidos, etc, que se concretan en obras comunitarias. Tanto este tipo de arquitectura como las urbanizaciones en aldeas sustentables se convierten en inspiradoras de la arquitectura natural a la que adhiere.

## Trayectoria

### Activismo social
En 1975 concreta su participación en el movimiento de Mujeres, al principio desde el feminismo y la política y luego sumándose a los movimientos ecologistas desde el ecofeminismo y el desarrollo sustentable y solidario e integrándolo a su profesión.
Junto a Marta Sosa, María Elsa Nou y un grupo de mujeres fue cofundadora de la Asociación de Mujeres Juana Manso en los años de la Dictadura Militar en la Argentina. Participó en la organización del 2° Encuentro Nacional de Mujeres (1987), y de la creación de la Casa de la Mujer en Córdoba. En estos ámbitos Donato comenzó a trabajar en el área de salud y ecología, enfocándose en la idea de que la función de dar la vida que tenemos las mujeres no puede ser minimizada o considerada sin relevancia.

### Diseño arquitectónico urbano
Con Marta Sosa crearon la fundación Pro-Eco – San Miguel en 1998. Los objetivos generales de la Fundación responden a tres ejes temáticos: educación, salud y trabajo. El Area de la fundación que coordina Isabel Donato es la relacionada con el Hábitat sustentable, desde donde se desarrolló el Ecobarrio Villa Sol en Salsipuedes, Córdoba, a partir de los conceptos de Bio-arquitectura. Allí Donato aporta sus conocimientos junto a un equipo de trabajo integrado en un principio por los arquitectos Pablo Capitanelli, Rosendo Dantas, Diego Dragotto y Oliverio de Zuloaga que participaron en la producción de estas ideas, focalizándolas desde la investigación teórica colaborativa. Donato proyecta y dirige junto a estos profesionales la construcción de la primera casa ecológica del Ecobarrio e inicia la planificación del mismo. Posteriormente continúa con los proyectos y construcciones de viviendas enfocadas hacia un nuevo y actual paradigma, el de la sustentabilidad, creando casas que buscan incorporarse de manera armónica a la naturaleza. Es impulsora de este tipo de materialización arquitectónica desde un profundo convencimiento que deviene de retomar conocimientos históricos ancestrales, como son el trabajo de la tierra, el barro, la madera, la caña, utilizados en función de las cualidades de las mismas materias en interacción con los sitios situaciones de cada vivienda a generar.

## Reconocimientos
La arquitecta Isabel Donato participó del IAS Instituto de Arquitectura Sustentable del Colegio de Arquitectos de Córdoba y desde la Fundación Pro Eco San Miguel en la consolidación del Corredor Ecológico de las Sierras Chicas, ambicioso proyecto que une a organizaciones sociales, municipios, provincia, Nación y Universidades en su concreción.
Coparticipa en la creación de Madre Tierra Parios, una propuesta filosófica y fáctica de crear nuevas urbanizaciones. Publica y promueve el conjunto de ensayos que bajo el título de Hacia un Hábitat Sustentable va mostrando análisis y propuestas tanto para las nuevas urbanizaciones como para la remediación de las ciudades.